# ЦУМ (Київ)
ЦУМ Київ (Центра́льний універса́льний магази́н Києва) — універмаг класичного формату, розташований на перехресті вулиць Богдана Хмельницького та Хрещатик у Києві. Збудований у стилі ар-деко у 1936 — 1939 роках. У 2012 — 2016 роках проведено реконструкцію зі збереженням історичного фасаду будівлі (1939) в незмінному вигляді.

## Історія

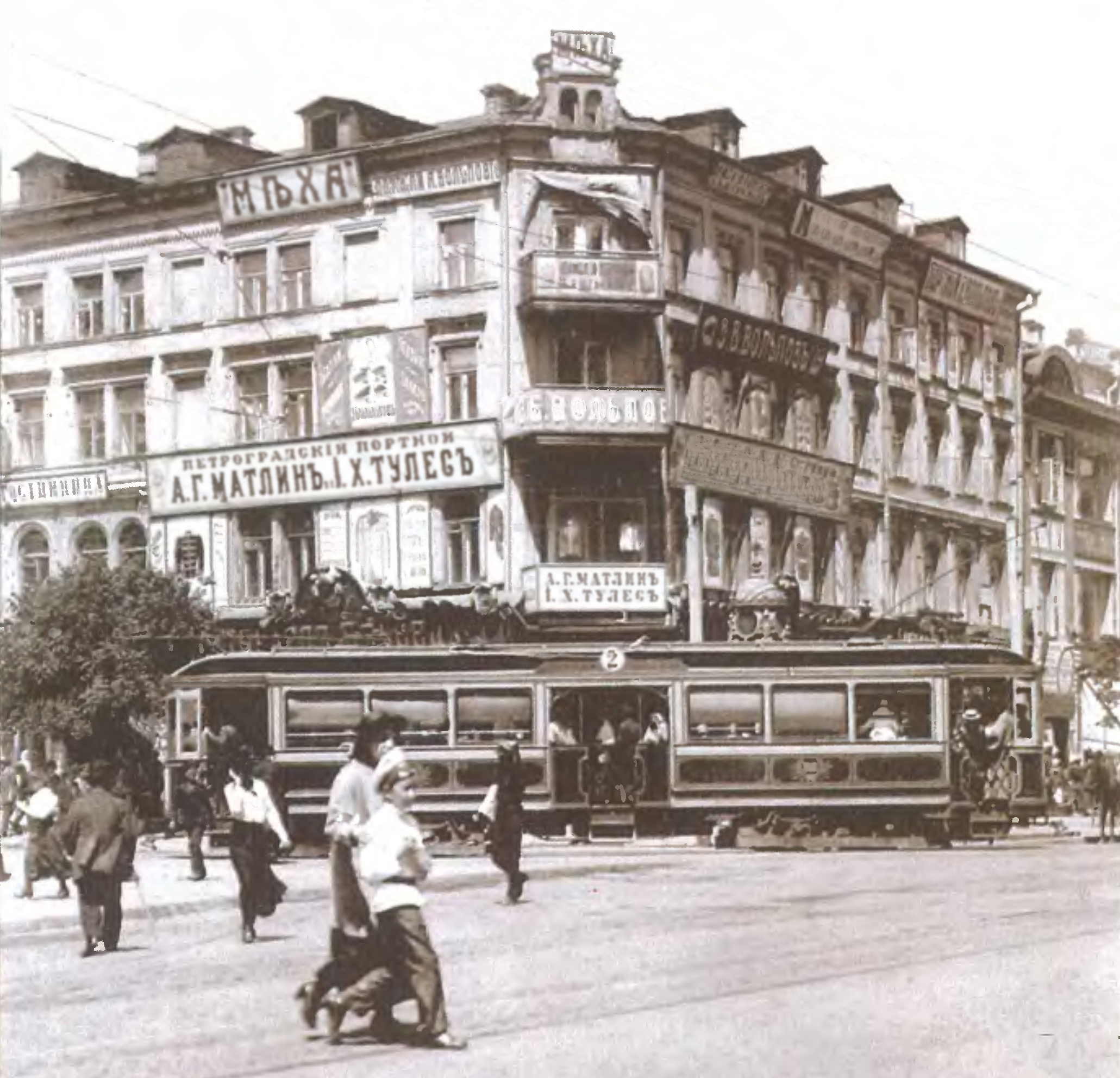
Прибутковий будинок на розі Хрещатика, 44/2 (1916)

Головний універмаг Києва було відкрито для відвідувачів 1 травня 1939 року. Будівля була спроєктована у стилі ар-деко. Універмаг мав 7 поверхів, високі стелі, мармурові сходи, ліфт. ЦУМ пропрацював до початку окупації 1941 року.
У 1955 — 1958 роках будівлю універмагу розширили, побудувавши крило з боку вулиці Хрещатик. Проєкт реалізували архітектори Гомоляка та Жога. Торгова площа збільшилась до 9 000 м². Універмаг міг обслуговувати 170 000 осіб на день.
1960 року в універмазі були встановлені ескалатори (на той час вони були лише в метро).

У 60-70-х роках над дизайном вітрин ЦУМу працювала команда під керівництвом художника-декоратора Євгена Шереметьєва. ЦУМ був місцем зустрічі творчої інтелігенції Києва (художників, скульпторів, архітекторів і режисерів), серед яких був, зокрема, Сергій Параджанов.

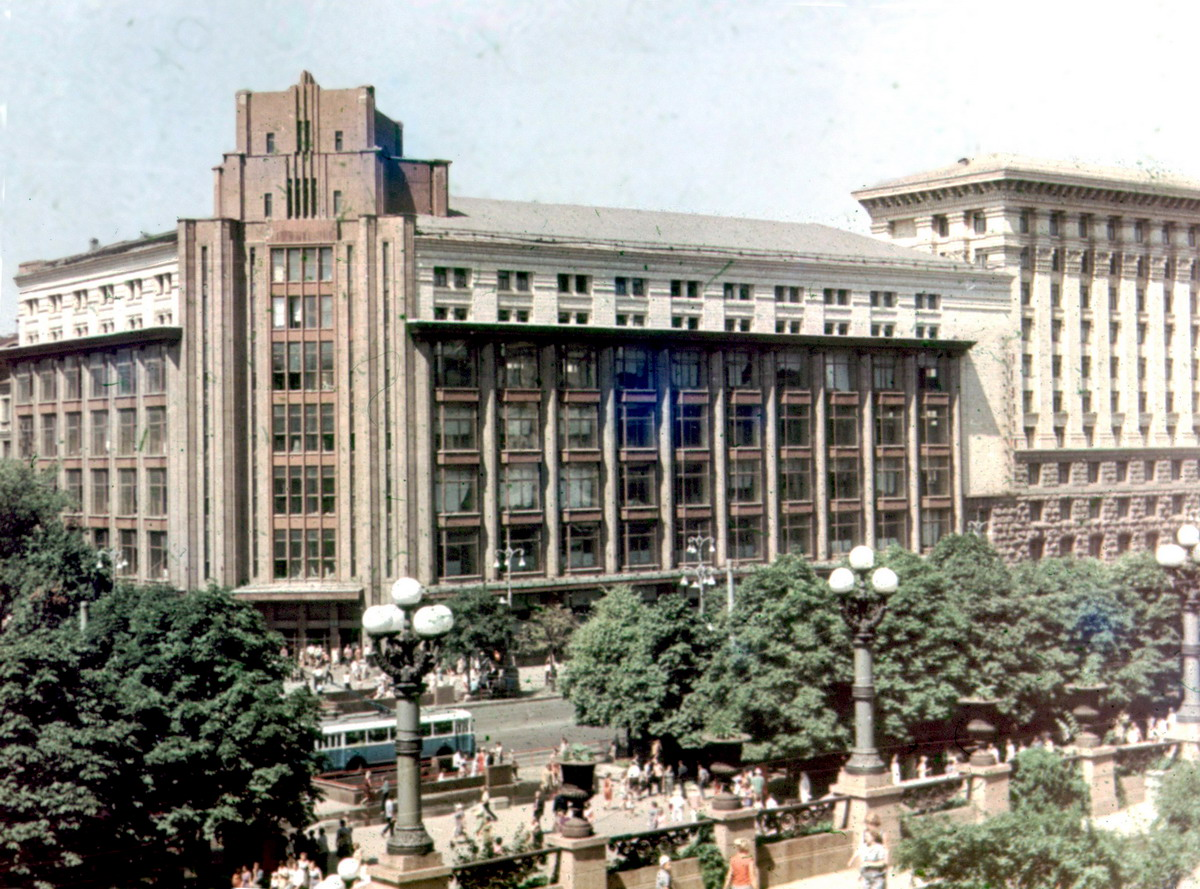
ЦУМ, 1973 рік

## Реконструкція
2010 року українська компанія «ЕСТА Холдинг» придбала універмаг та оголосила про намір інвестувати понад 100 мільйонів доларів у його перебудову. Проєкт було представлено на містобудівній раді Києва. Було відкрито цілодобову гарячу лінію, яка надавала інформаційно-довідкові дані про процес реконструкції та приймала пропозиції від громадян. Також працював сайт, де розміщувалися останні новини про хід реалізації проєкту.
1 лютого 2012 року ЦУМ було зачинено на реконструкцію. Участь у реконструкції взяли понад 170 компаній. Бренд ЦУМ розробляла німецька компанія Landor, за архітектурні рішення відповідала британська компанія Benoy. Консультантом проєкту був Філіп Де Бовуар, директор найстарішого паризького універмагу Le Bon Marche. Реконструкція розпочалася зі створення дворівневого паркінгу, який заглибив будівлю на 12,8 метрів. У процесі реконструкції загальна площа універмагу збільшилася майже вдвічі: загальна — до 45 000 м², торгова — до 23 500 м². Для збереження фасаду було встановлено 500 тонн металевих конструкцій, що утримували його під час демонтажу й будівництва основної частини універмагу. Щодня на будівельному майданчику ЦУМу одночасно працювали 188 людей.  Оновлений ЦУМ  було відчинено у грудні 2016 року.

## Сучасність

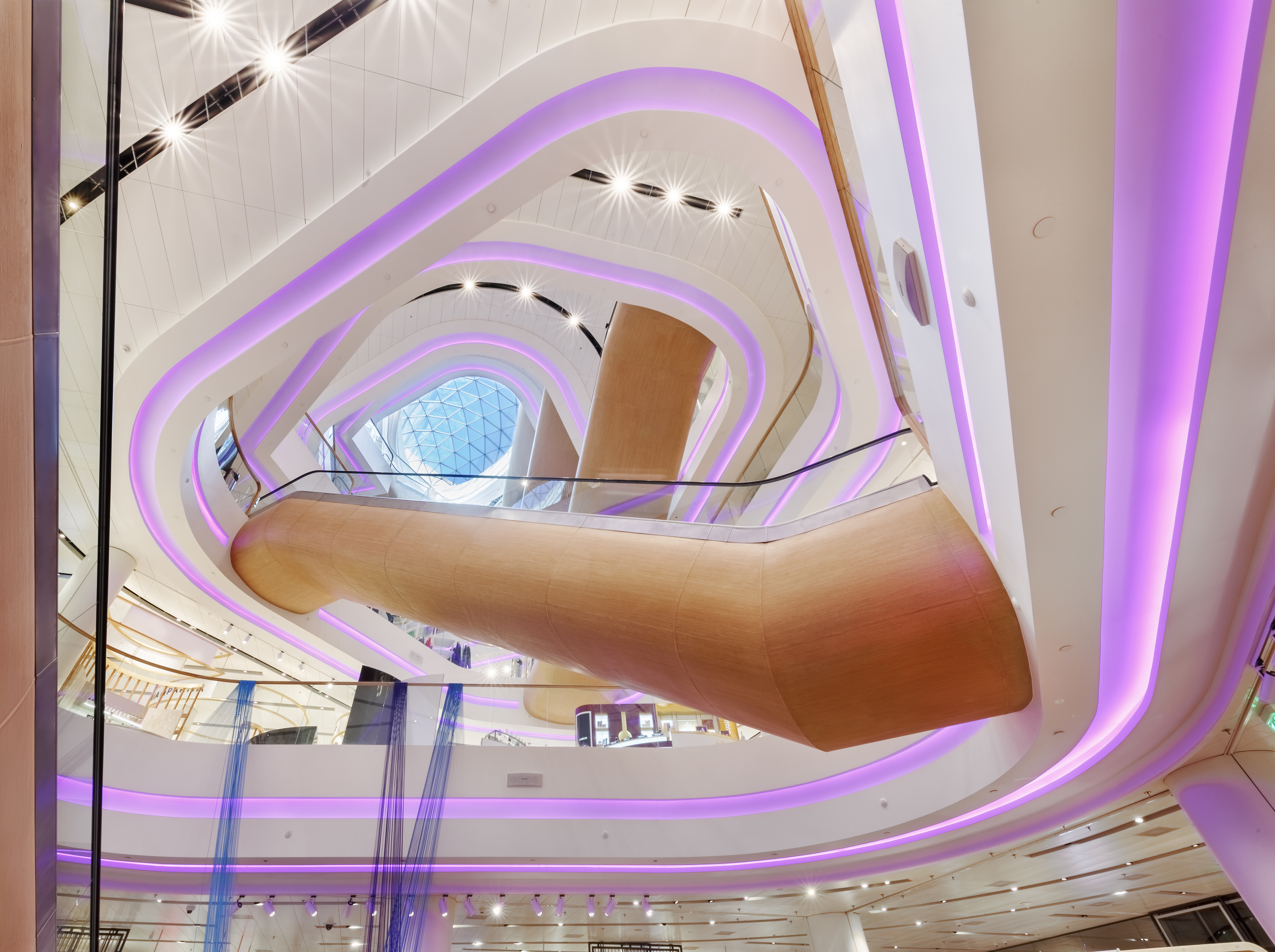
Інтер'єр ЦУМа (2020 рік)

Сьогодні універмаг є провідним ритейлером у сферах Fashion, Beauty, Lingerie, Sport, Kidswear&Toys, Home&Gifts, Food&Beverages, Entertainment. ЦУМ має 8 поверхів, на яких представлені жіночий та чоловічий одяг, взуття, аксесуари, парфумерія, декоративна косметика, спортивні, дитячі товари та товари для дому, фуд-хол з ресторанами і кафе, преміум кінотеатр Multiplex. На 7-му поверсі універмагу розміщений ресторан Milk Bar, який має панорамну терасу з видом на Хрещатик. Улітку на даху ЦУМу проходять концерти класичної та джазової музики.
ЦУМ самостійно імпортує понад 200 всесвітньо відомих брендів, також представлено понад 1000 брендів у орендарів. Серед них Cortigiani, Herno, Lardini, Barba Napoli, Giorgio Armani, JW Anderson, Officine Generale, Versace, Jimmy Choo, Sergio Rossi, Aquazzura, Stuart Weitzman, Marni, Dolce&Gabbana та багато інших.
Київський універмаг є головним бізнес-партнером українських дизайнерів. На 3-му поверсі розміщено товари понад 125 українських брендів, серед яких Frolov, Sleeper, Ksenia Schnaider, Litkovskaya, Ruslan Baginskiy, Anna October, Guzema Fine Jewelry та інші. 
Наприкінці 2020 року на п’ятому поверсі запущено проєкт ЦУМ Home&Gifts Department, в якому представлено книжкові видавництва Assouline і Taschen, акустика UB+ та Transparent Sound, подарунки SELETTI та Black+Blum, настільні ігри Hector Saxe Paris, колекційні скульптури Be@rbrick.
У квітні 2019 року був запущений інтернет-магазин tsum.ua, який працює по всій Україні та розвивається як маркетплейс. На ньому представлено понад 300 брендів. На 2-му поверсі універмагу відкрито простір видачі онлайн-замовлень Click&Collect.

## Еко-напрям
2016 року ЦУМ почав сортувати сміття. 
З 2018 року ЦУМ працює над скороченням енергоспоживання.
2020 року була запущена еко-доставка замовлень з інтернет-магазину tsum.ua на електромобілі BMW i3 (проєкт увійшов до списку фіналістів конкурсу від Глобального договору ООН в Україні — Partnership for Sustainability Award 2020), на паркінгу ЦУМу з’явилася безкоштовна електрозаправка. Було збільшено кількість екосвідомих брендів. Із 2020 року для друку документів офіс використовує лише перероблений папір місцевого виробництва. 
ЦУМ Київ зробив значний крок у розвитку сталого напрямку. В липні 2020 року центральний універмаг став новим учасником Глобального договору ООН в Україні.

## Проєкти
У 2019 році ЦУМ відсвяткував 80-річчя з дня свого відкриття. Героями рекламної кампанії «ЦУМ. КРІЗЬ ПОКОЛІННЯ» стали представники відомих українських династій, артисти, артдіячі та бізнесмени, які зробили особистий внесок в розвиток України. У зніманні кампанії взяли участь 15 героїв, зокрема Народна артистка України Ада Роговцева. Була реалізована серія подій як розважального, так і освітнього форматів: презентація парфумерної лінії Carine Roitfeld Perfumes, знайомство з дизайнером бренду Nanushka Сандрою Сандор, дискусійна панель з міжнародними модними експертами. Спеціальною гостею була Карін Ройтфельд. Відбулася презентація документального фільму «ЦУМ 80», в якому висвітлювалась історія універмагу. Також команда ЦУМу презентувала спеціальне видання «80 років ЦУМу», де діячі культури, історики, дизайнери та представники сучасної команди ЦУМ відкривають таємниці своєї роботи та пояснюють, як київський ЦУМ став таким, яким ми його знаємо сьогодні.
У лютому 2020 року до Дня всіх закоханих центральний універмаг Києва замінив на фасаді будівлі вивіску «ЦУМ» на «ЦЬОМ». Кейс «ЦЬОМ» увійшов до short-list трьох категорій Effie Awards Ukraine 2020: сезонний маркетинг, медіа інновація/ідея, кампанія з короткостроковим ефектом.
Щосезону креативна команда ЦУМу працює над оформленням вітрин універмагу. 2021 року проєкт дизайну вітрин весна/літо 2020 року «Сила природи» здобув нагороду «Почесна відзнака» від VMSD на 27-му щорічному міжнародному конкурсі ритейл-дизайну International Visual Competition. Проєкт оформлення новорічних вітрин «Фабрика Подарунків» 2019 року отримав дві премії: приз за найкращий новорічний декор в Україні 2019-2020 року від компанії Malls Club і MK Illumination, Гран-прі (Best in Show) на 26-му міжнародному візуальному конкурсі — VMSD’s 2020 International Visual Competition, а також став головною темою літнього номеру VMSD. Весняні вітрини «Переродження» 2019 року, присвячені 80-річчю універмагу, були відзначені нагородою в цьому ж конкурсі й здобули заохочувальну премію Honorable mention. Зимові вітрини 2018 року з сюжетом «Калейдоскоп» увійшли до short-list міжнародного конкурсу вітриністики — VM & DISPLAY AWARDS. 

Восени 2019 року було відкрито вітрини, розроблені спільно з 8 українськими артдіячами, серед яких: Юлія Беляєва, Маша Рева, Jolie Poly, Оксана Левченя, Вова Воротньов, художня артгрупа Pomme de boue та артдует братів-близнюків BRATY ART. Того ж року були представлені пакети у колаборації з британським ілюстратором Спіросом Халарісом. А 2020 року над вітринами працював Сергій Майдуков, один із найвідоміших українських ілюстраторів. Також його авторські малюнки були розміщені на пакетах ЦУМу.

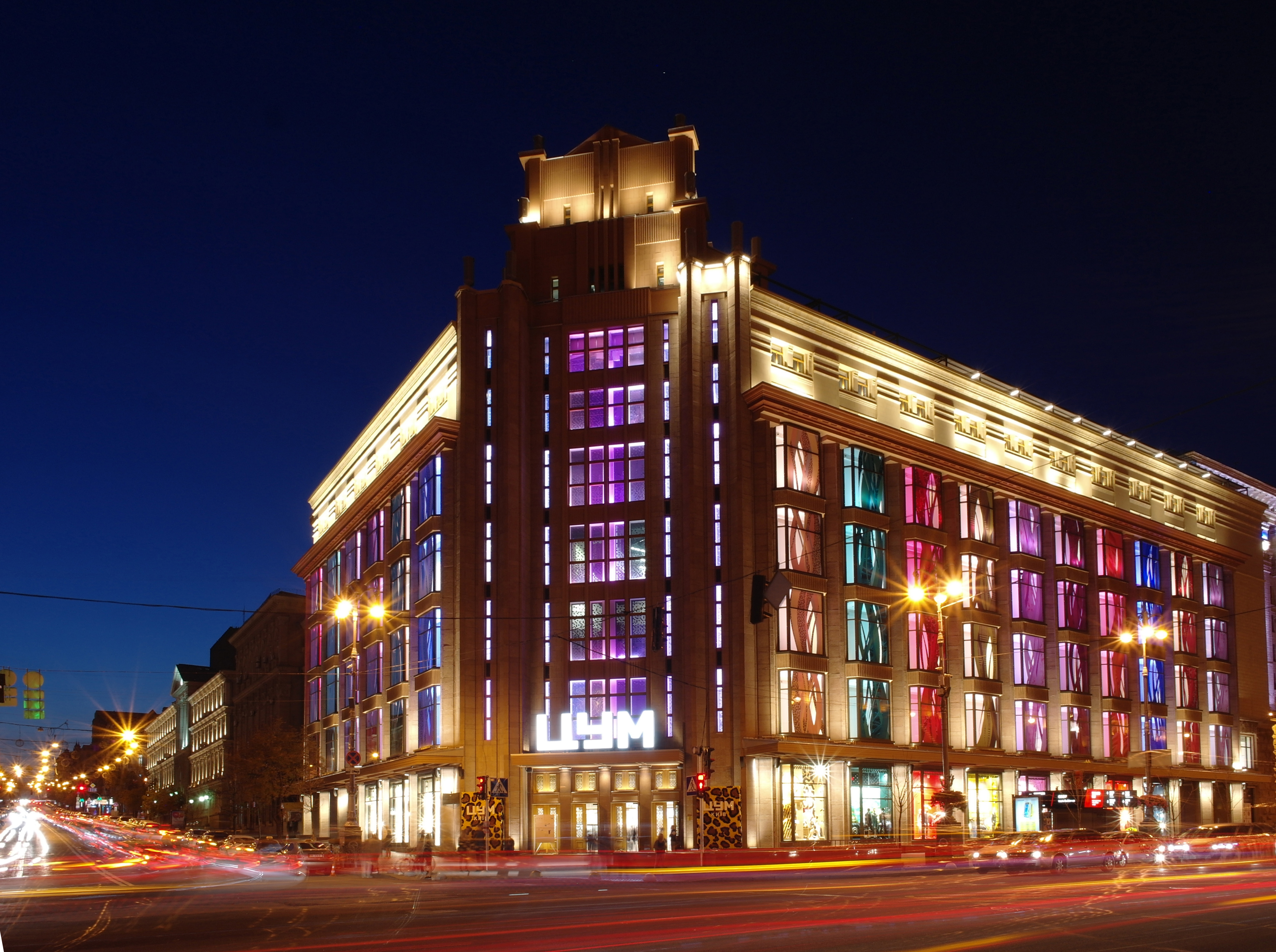
Нічний вигляд

## Керівництво ЦУМ
1943—1944 — Петро Федорович Чапков;
1945 — Ніл Монте;
1946—1950 — Валентина Дороніна;
1951—1959 — Федір Зубашіч;
1959—1984 — Микола Наливайко;
1984—2004 — Зінаїда Лебідь;
2004—2009 — Світлана Литвиненко;
2009—2016 — керівниками ЦУМ були Олена Семенова, Ірина Остапчук та Микола Краснобаев;
2016—2018 — Браян Пол Гендлі;
2018 — наш час — Євген Мамай.

## Галерея

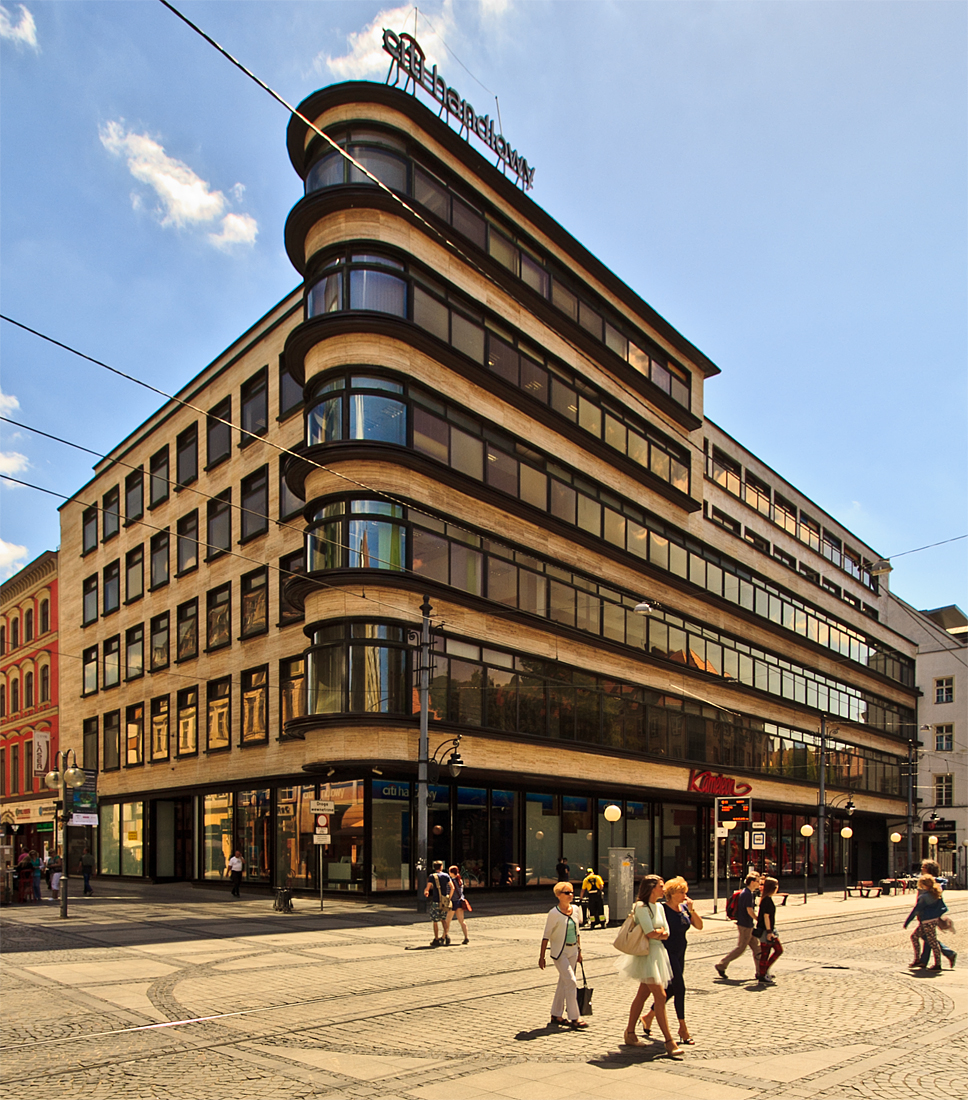
Радянські архітектори запозичували новаторські ідеї західної архітектури. Універмаг у Вроцлаві (Еріх Мендельсон)